# Butzbach (Köln)
Der Butzbach ist ein Bach, der im Rösrather Stadtteil Hasbach als Sandbach entspringt. Er fließt durch die Wahner Heide westlich Richtung Köln, und versiegt nach insgesamt 5,8 km auf dem Gebiet des Kölner Stadtbezirks Porz im Grengeler Bieselwald.

## Beschreibung
Der Butzbach liegt im Einzugsgebiet des Rheins im Einfluss der Geologie der Niederrheinischen Bucht. „Blatt 123“ des Handbuchs der naturräumlichen Gliederung positioniert die Gegend des Butzbach auf der Grenze der beiden naturräumlichen Einheiten „Bergische Heideterrasse“, genauer: in der „Wahner Heideterrasse“ (Ordnungsnummer: 550.04), und der „Kölner Bucht“, genauer: in der „Mülheimer Rheinebene (Mülheimer-Porzer Niederterrasse)“ (Ordnungsnummer: 551.10).
In einer ebenerdigen Wald- und Heidelandschaft entstand der Butzbach als Abfluss von Wasser von der von einer dünnen Sanddecke über weitgehend undurchlässigen Ton geprägten Mittelterrasse, der Ort der Wahner Heide, hin zur westlich davon gelegenen Niederterrasse, der Ort des heutigen Stadtteils Grengel (westlich der Straße „Grengeler Mauspfad“). Die beiden im Grengeler Bieselwald liegenden Teiche „Oberer Senkelteich“ und „Unterer Senkelteich“, beide werden vom Butzbach mit Wasser versorgt, wurden wohl als Rückstaufläche angelegt, um Siedlungen und die Heide vor Überschwemmungen zu schützen.
Innerhalb der Kölner Landschaftsschutzgebietes „Freiräume um Zündorf, Wahn, Libur, Lind und Langel rechtsrheinisch“ werden der Butzbach und die zwei von ihm gespeisten Teiche als zu schützen markiert zum Zwecke der Sicherung der Leistungsfähigkeit des Naturhaushalts, zur Belebung, Gliederung und Pflege des
Landschaftsbildes und zur Abwehr schädlicher Einwirkungen.

## Verlauf
Der 5,8 Kilometer lange Butzbach fließt von Rösrath-Hasbach als Sandbach durch die Wahner Heide Richtung Westen. Nach Unterquerung der Alte Kölner Straße fließt er, zu großen Teilen unterirdisch und verrohrt, über das Gelände des Flughafen Köln/Bonn, in Köln-Grengel liegend, füllt Rückhalteraum, ehe er das Grundstück des Reit- und Fahrverein Porz durchfließt. Der Bach unterquert dann den Grengeler Mauspfad, der Übergang von Mittelterrasse zur Niederterrasse. Nun schlängelt sich der Bach als Butzbach in südliche Richtung weiter durch die Siedlung, an der katholischen Kirche St. Mariä Himmelfahrt vorbei, und erreicht den Bieselwald, wo er nacheinander die beiden Teiche Oberer Senkelteich und Unterer Senkelteich speist. Nachdem er den Unterer Senkelteich verlässt, versiegt er einige Meter später im Bieselwald. Der Butzbach führte früher wohl bis zu einem nun trockengelegten Bruch in einem früheren Flussarm des Rheins im heutigen Köln-Lind – dem „Linder Bruch“.

## Galerie

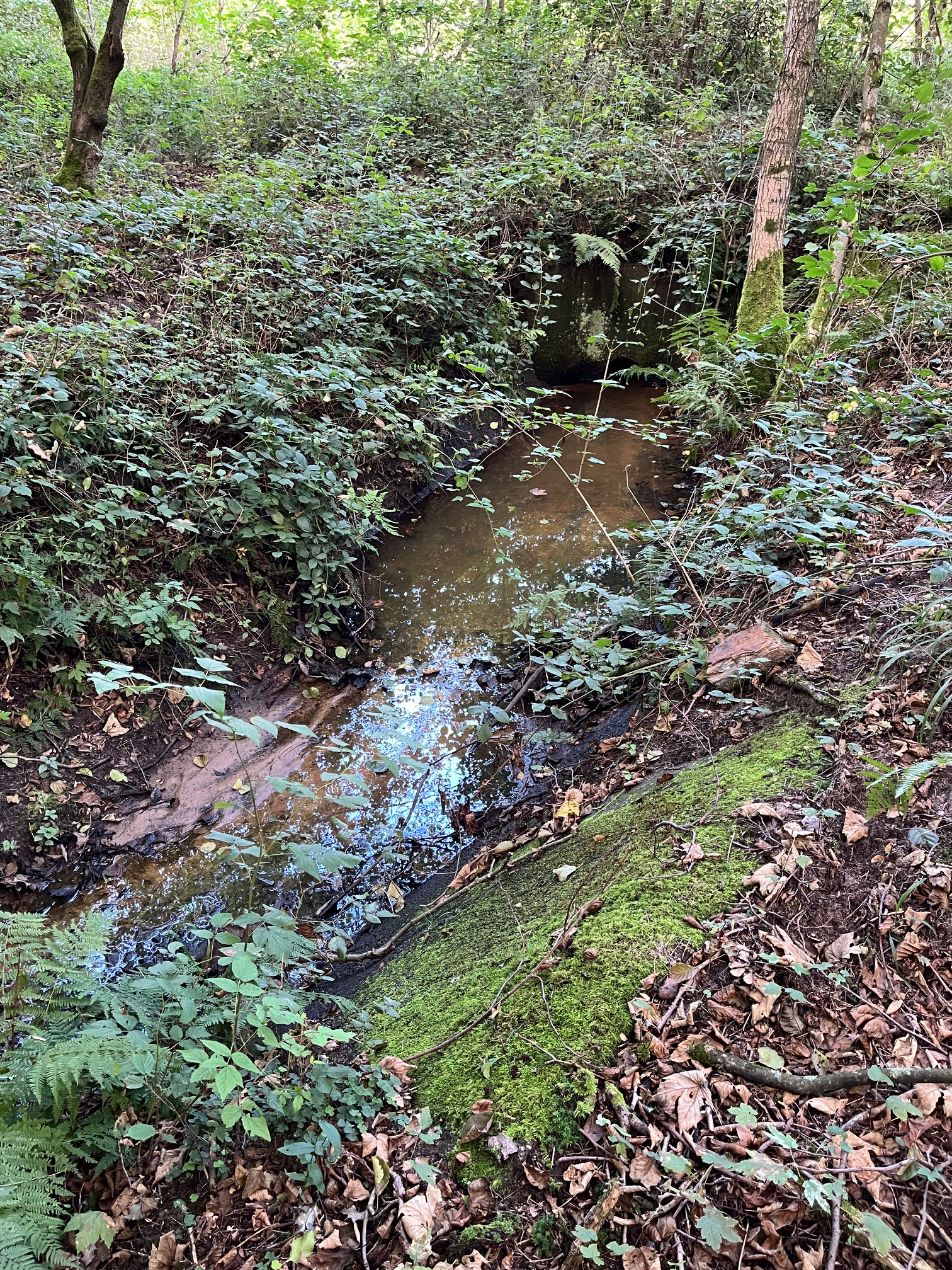
Die Quelle des Butzbach in Rösrath-Hasbach
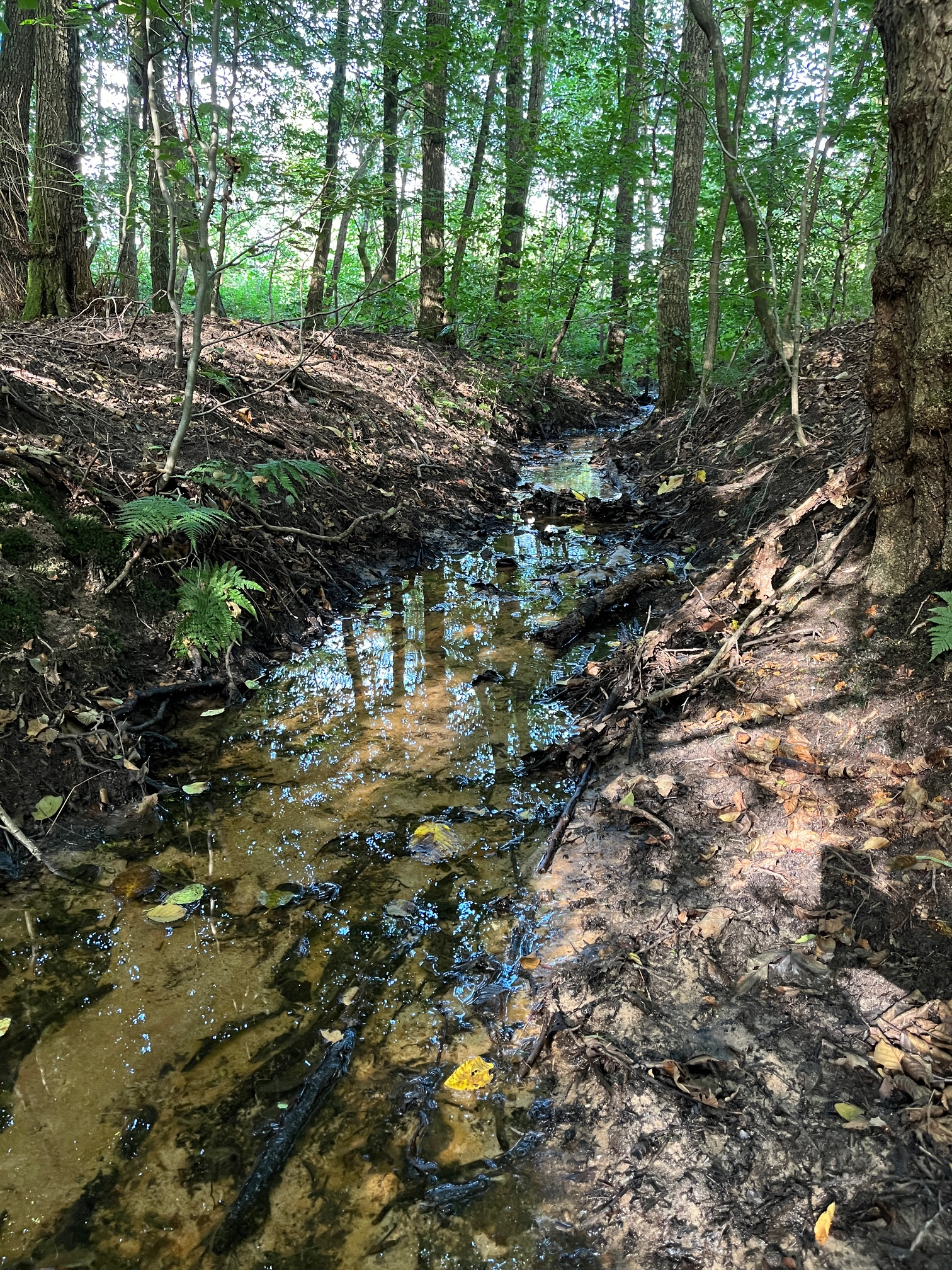
Der Butzbach fließt durch die Wahner Heide
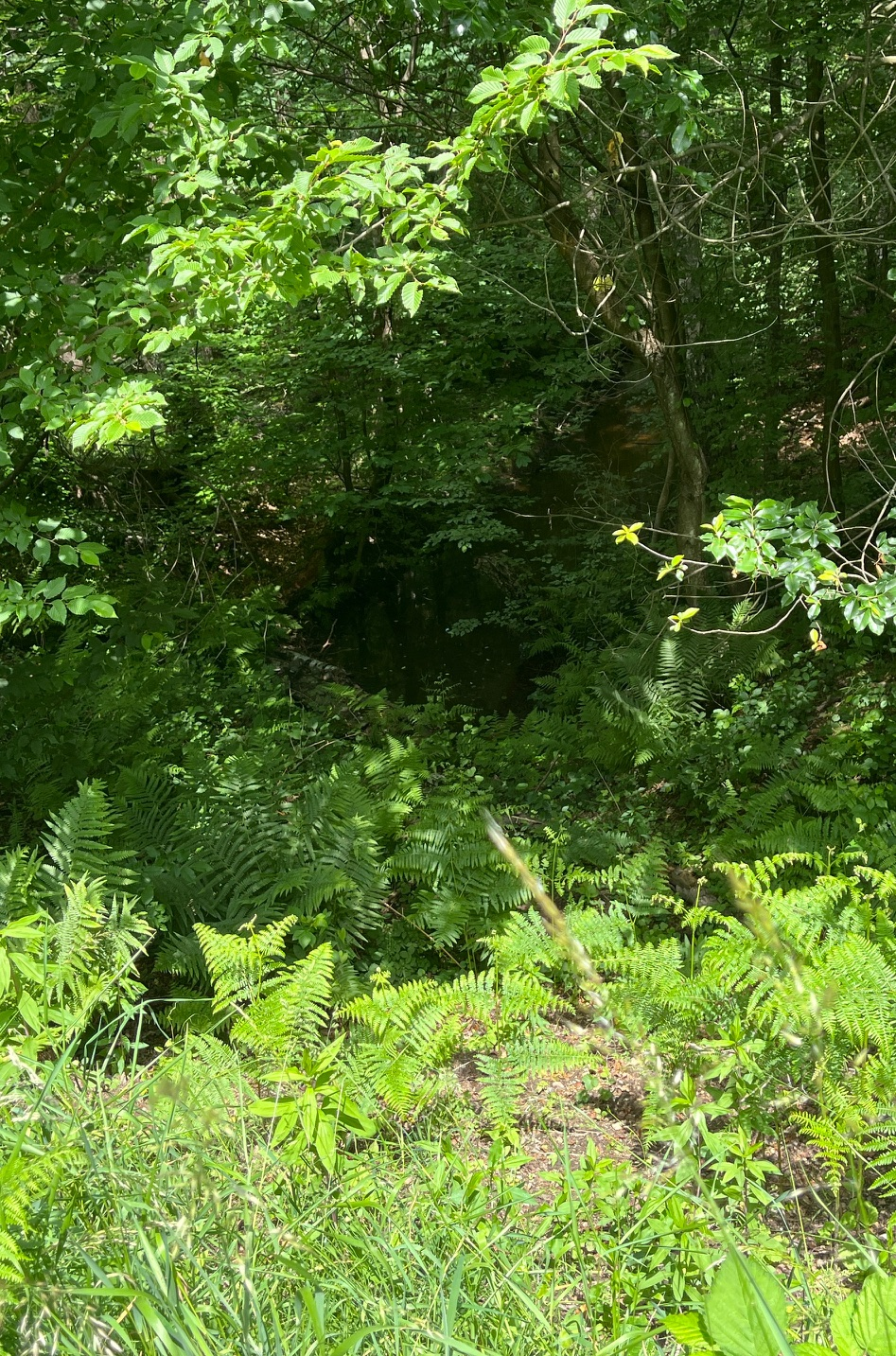
Der Butzbach an der Alte Kölner Straße
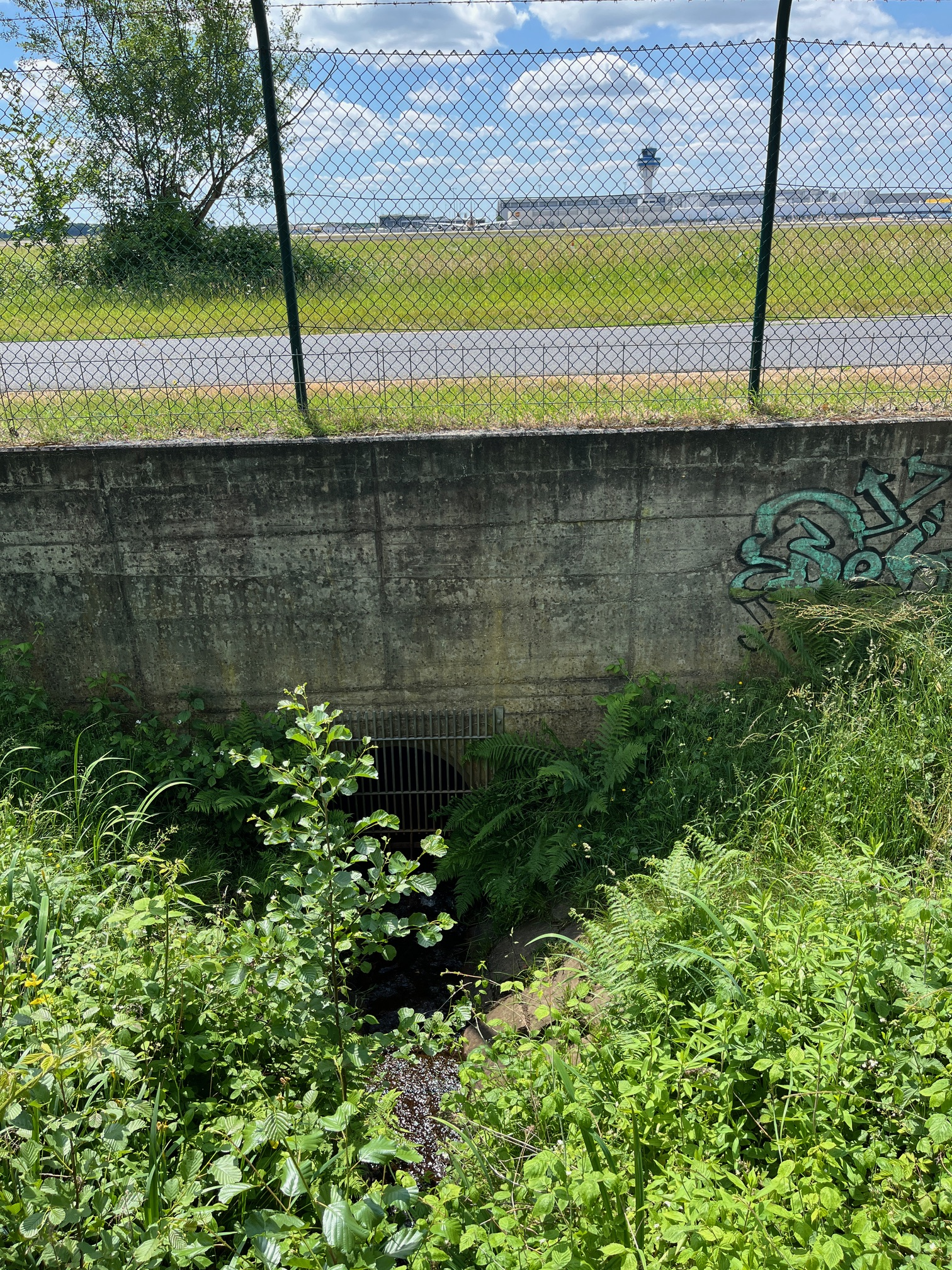
Der Butzbach fließt verrohrt auf das Flughafen-Gelände
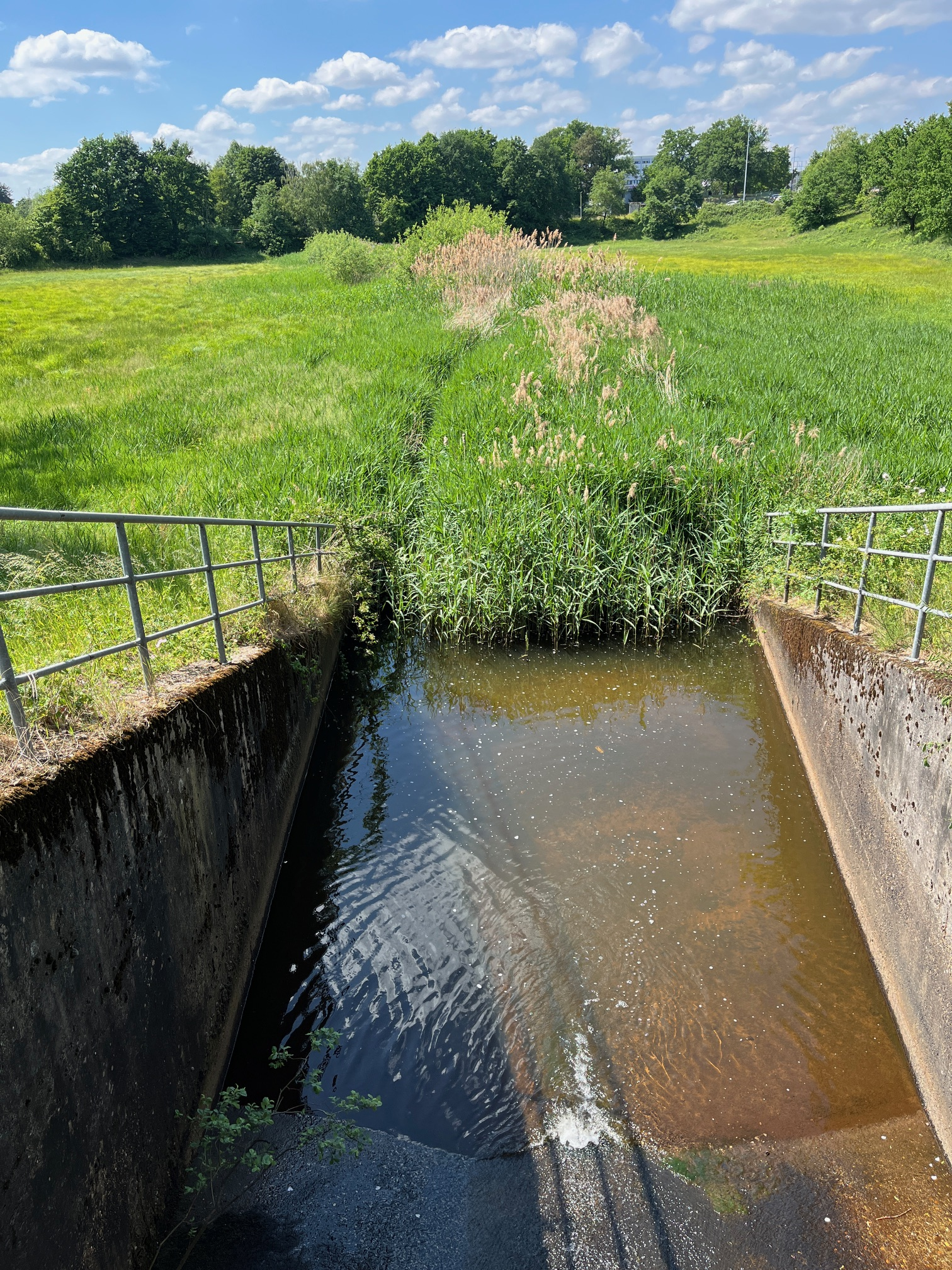
Der Butzbach tritt aus der verrohrten Unterführung am Flughafen aus
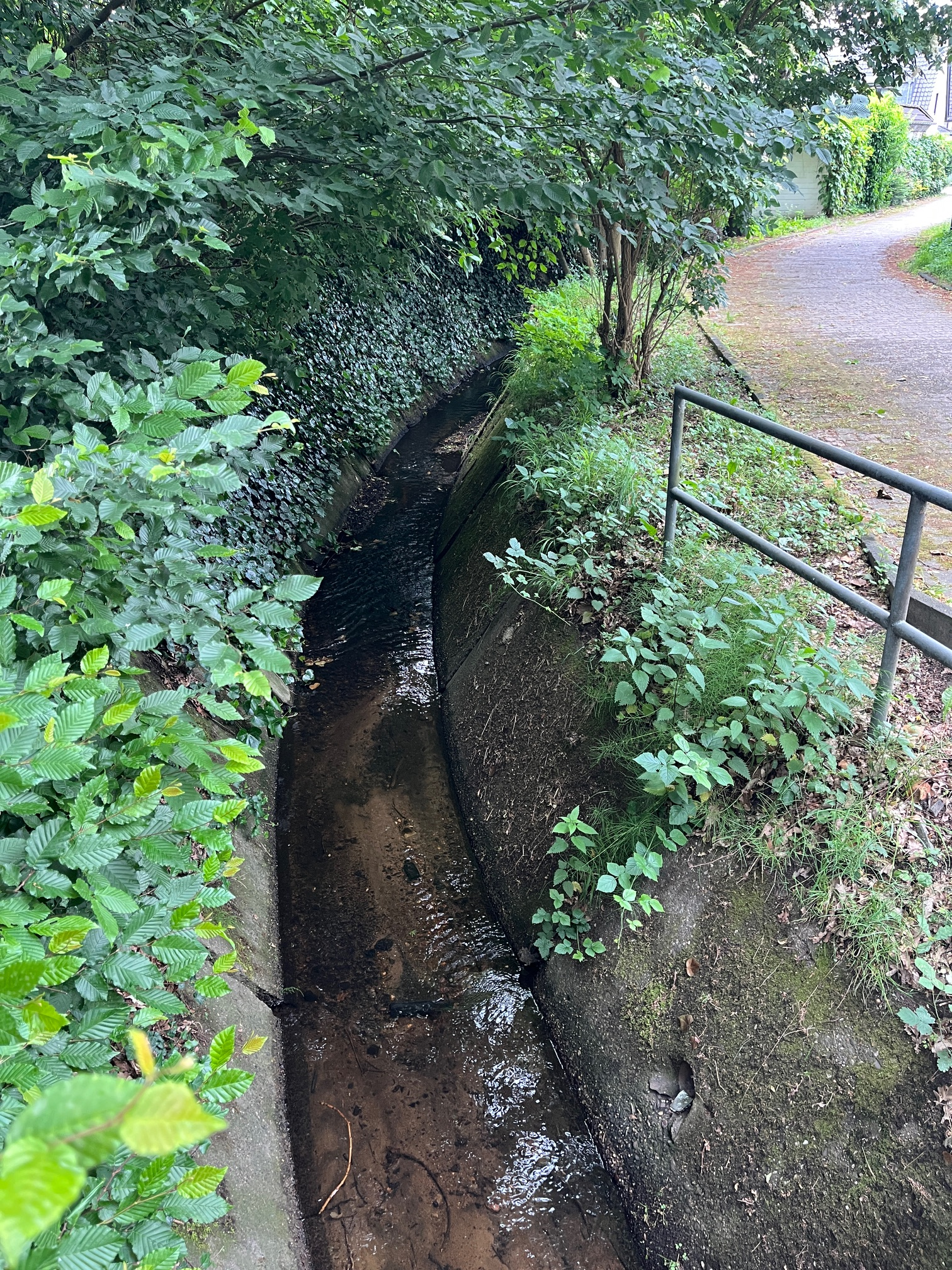
Der Butzbach, nachdem er den Grengeler Mauspfad unterquert
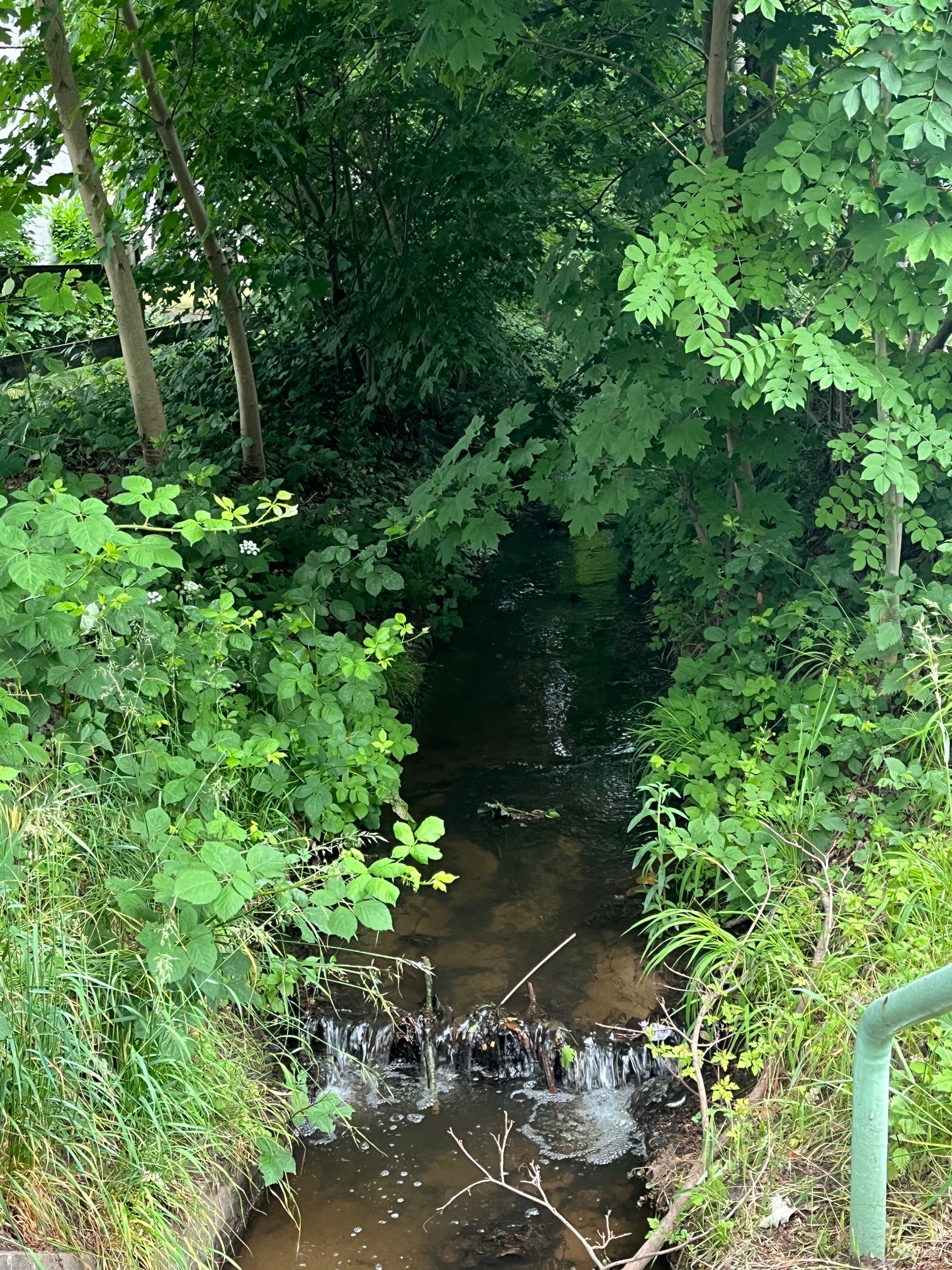
Der Butzbach am Tannenweg
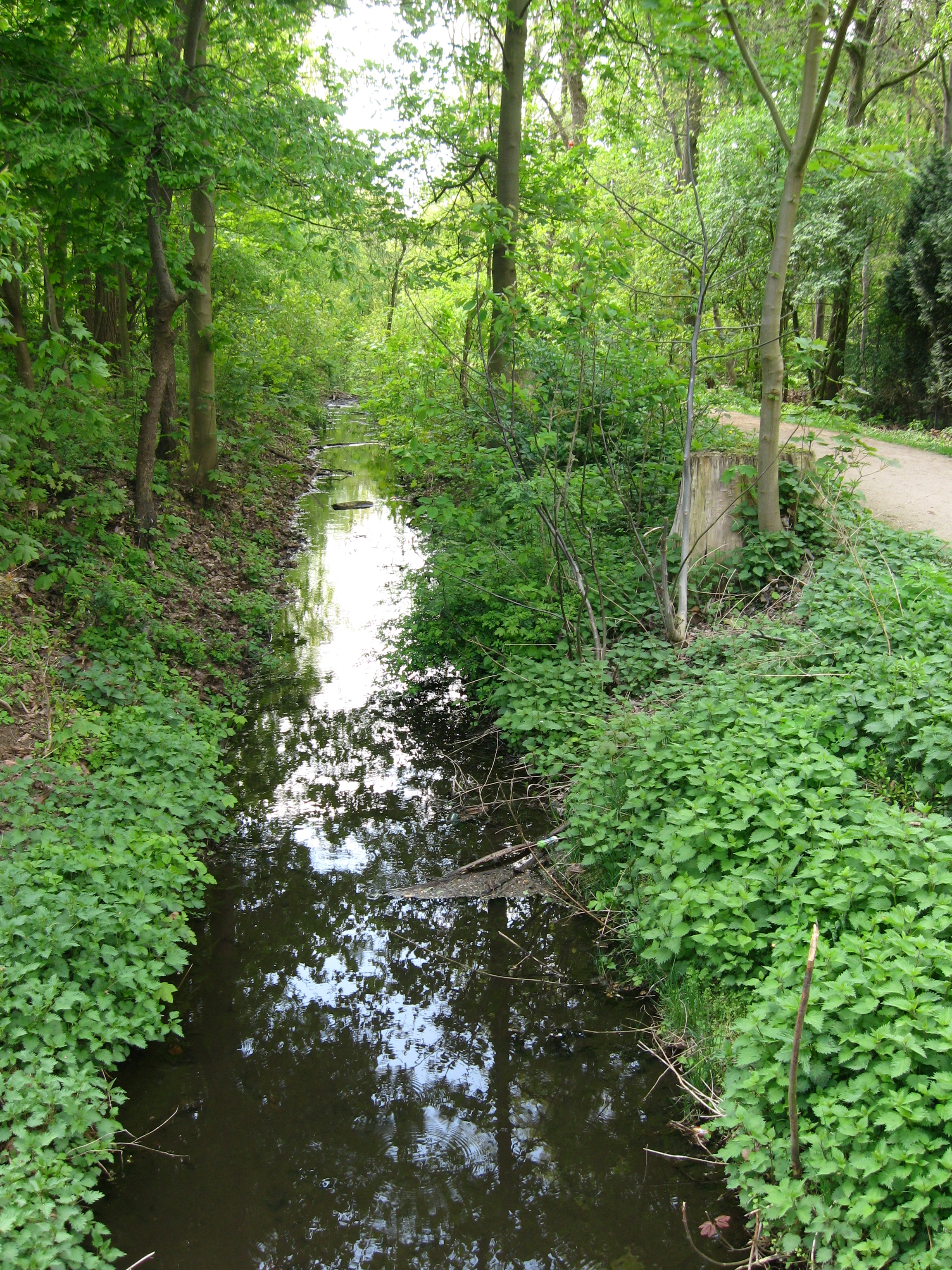
Der Butzbach fließt durch den Bieselwald
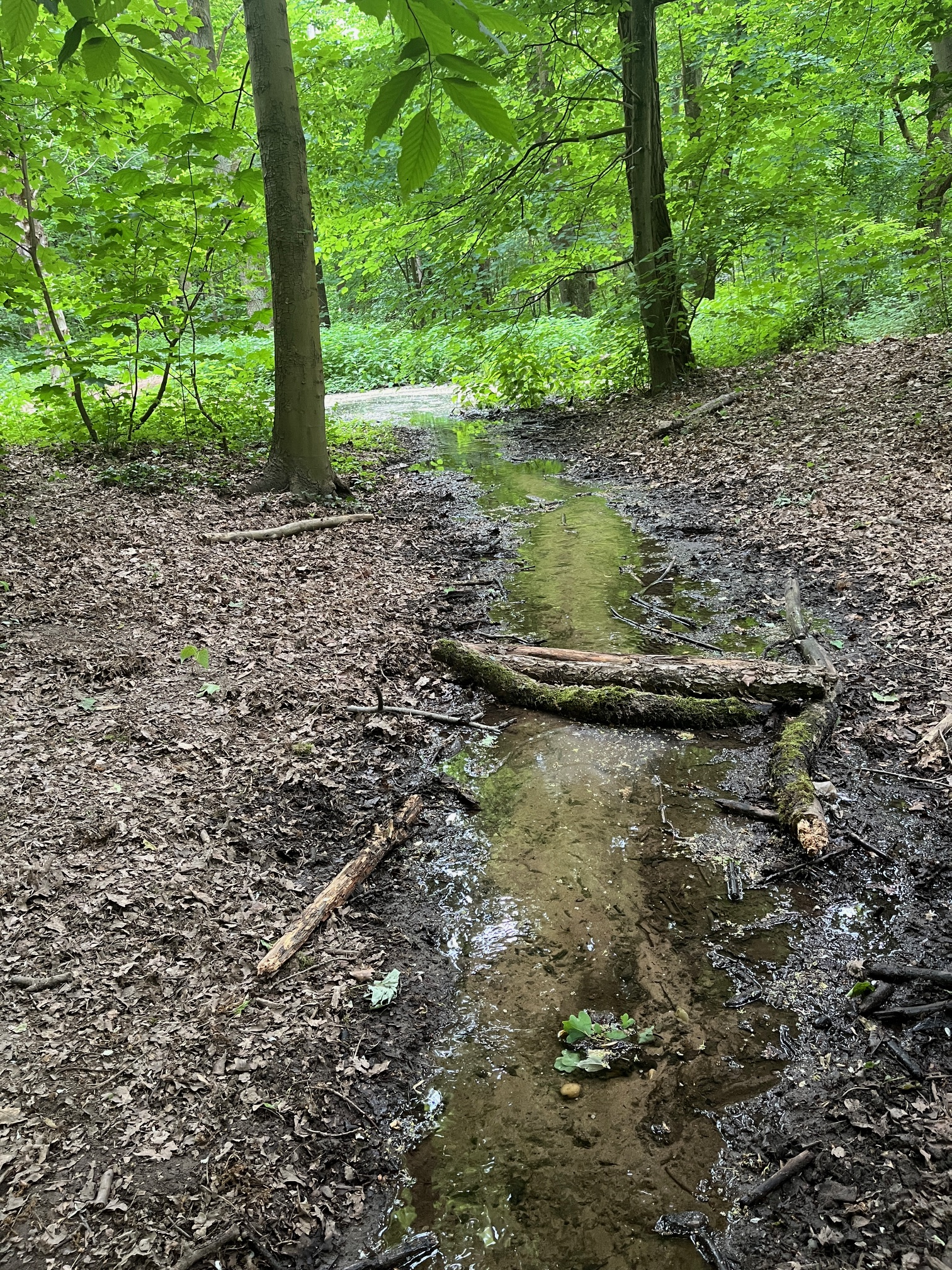
Der Butzbach versiegt im Bieselwald